# نفتنباخ
نفتنباخ (به لاتین: Neftenbach) یک بخش در سوئیس است که در بخش ونترتور واقع شده‌است.

## خواهرخوانده
شهر Sásd خواهرخواندهٔ نفتنباخ هست.